# Iujiulu Bati
Iujiulu Bati (em chinês: 郁久閭跋提; romaniz.: Yùjiǔlǘ Bátí) foi o quarto chefe tribal dos rouranos no século IV, em sucessão de seu pai Iujiulu Tunugui. Segundo o Livro de Uei, em seu tempo os rouranos ainda eram dependentes dos toubas dos xiambeis. Teve um filho, chamado Disuiuã, que o sucedeu quando faleceu.